# SB Rýchory
SB Rýchory byl baseballový klub z Podkrkonoší. Klub byl založen v roce 2000 jako společný projekt baseballových klubů Sparks BAK Mladé Buky, BSC Svoboda nad Úpou a DTJ Trutnov. Ve stejném roce si pod vedením amerického trenéra Anthony Bennetta vybojuje postup do České baseballové extraligy, kterou hraje tři sezóny v letech 2001–2003. Po sestupu hrál v letech 2004–2005 druhou nejvyšší soutěž – Českomoravskou ligu. V současnosti již tento projekt není funkční. Hráčský kádr pokračuje v soutěžích ČBA pod hlavičkou SB Svoboda nad Úpou a někteří se objevili na soupiskách klubu Rytíři Trutnov (hrajícím pod DTJ Trutnov).

## Úspěchy
- 2. místo v Českém baseballovém poháru v roce 2000
- 4. místo v Extralize v roce 2001
- 4. místo na PVP v roce 2001